# Lake Roberts Heights
Lake Roberts Heights – jednostka osadnicza w Stanach Zjednoczonych, w stanie Nowy Meksyk, w hrabstwie Grant.